# Interstate 84 (Ost)
Die Interstate 84 (kurz I-84) ist ein Interstate Highway in den Vereinigten Staaten. Der Highway startet an einem Autobahnkreuz mit der Interstate 81 in Dunmore, Pennsylvania, in der Nähe von Scranton und endet an einem Autobahnkreuz mit dem Massachusetts Turnpike (Interstate 90) bei Sturbridge, Massachusetts.
Es gibt noch eine weitere Interstate, die die Nummer 84 trägt. Sie verbindet Portland im Bundesstaat Oregon und endet nach 1239 km an der Interstate 80 in Echo im Bundesstaat Utah.

## Verlauf

### Pennsylvania
Der Highway beginnt an der Interstate 81 in der Nähe von Scranton, einer Großstadt im Nordosten von Pennsylvania. Von hier aus verläuft der Highway nach Osten zum Delaware River, der auch die Grenze zu New York bildet. Die Strecke in Pennsylvania ist 87 Kilometer lang.

### New York
Bei Port Jervis tritt die I-84 in New York ein und führt durch den Süden des Bundesstaates, vorbei an Middletown und Newburgh, wo sie sich mit der Interstate 87 kreuzt. Die Strecke in New York ist 114 Kilometer lang.

### Connecticut
Der Highway verläuft von Ost nach West durch den Staat. Der Highway startet bei Danbury in den Bundesstaat und durchquert dann die Stadt Waterbury. In Hartford, der Hauptstadt von Connecticut, wird die Interstate 91 überquert. Die Strecke in Connecticut ist 158 Kilometer lang.

### Massachusetts
Der Abschnitt Massachusetts verläuft bis nach Sturbridge an der Interstate 90. Die Strecke in Massachusetts ist nur 13 Kilometer lang.

## Länge der Interstate in den einzelnen Bundesstaaten
| Staat         | km     | Meilen |
| Pennsylvania  | 087,79 | 054,55 |
| New York      | 115,53 | 071,79 |
| Connecticut   | 157,55 | 097,90 |
| Massachusetts | 013,12 | 08,15  |
| Gesamt        | 374,00 | 232,39 |